# Trilogia Paradise
Paradise és el nom de tres pel·lícules dirigides per Ulrich Seidl: Paradise: Love (2012), Paradise: Faith (2012) i Paradise: Hope (2013). Se centren en tres dones d'una família; una d'elles viatja a Kenya com a turista sexual, una ha de passar temps en un campament per perdre pes i una altra intenta propagar el catolicisme. El projecte és una producció majoritària austríaca amb coproductors a Alemanya i França. Va ser concebut com un llargmetratge, però després d'una llarga gestació es va convertir en tres pel·lícules formant una trilogia. La primera entrega, Paradise: Love, va competir per la Palma d'Or al Festival de Cannes 2012. Seidl originalment tenia previst estrenar les tres pel·lícules en el mateix esdeveniment, però després de la selecció de Cannes va decidir llançar les parts dos i tres, Paradise: Faith and Paradise: Hope, en altres festivals de cinema importants. Les pel·lícules individuals porten el nom de les tres virtuts teològiques i se centren en com els protagonistes conceben la seva visió del paradís.

## Repartiment
- Maria Hofstätter com Anna Maria
- Nabil Saleh com a Nabil
- Margarete Tiesel com a Teresa
- Inge Maux com a amiga de Teresa
- Gabriel Mwarua
- Peter Kazungu
- Carlos Mkutano

## Producció
El projecte es va concebre com un llargmetratge de 130 minuts. El productor majoritari de la pel·lícula va ser la companyia austríaca del director Ulrich Seidl Film, amb l'alemanya Tat Film i la francesa Société Parisienne com a coproductores. Un altre suport a la coproducció va venir de les emissores ORF, Arte i Degeto. El projecte va rebre finançament de l'Institut de Cinema Austríac, Filmfonds Wien, Land Niederösterreich, Eurimages, el Centre Nacional de Cinematografia de França i Medien- und Filmgesellschaft Baden-Württemberg. El rodatge va tenir lloc entre el 22 d'octubre de 2009 i el 14 de setembre de 2010 a Kenya i Viena.

## Temes
El director va resumir la temàtica de la trilogia de la següent manera:
Les tres dones s'enamoren, experimenten amor i, pel camí, decepció. Per a la filla del camp de dieta (on els adolescents amb sobrepès passen les seves vacances), aquest és el primer amor de la seva vida, amb tots els seus absoluts. Per a la seva mare, que viatja a Kenya per trobar amor o sexe, és una elecció conscient després d'anys de decepció. I la seva germana, que no estima ningú més que Jesús, i que així ha trobat un amor sexual espiritual, totalment cerebral, va encara més enllà: allò que no trobes a la terra, ho anheles al cel, el paradís promès.